# Isopterygium brassii
Isopterygium brassii är en bladmossart som beskrevs av Edwin Bunting Bartram 1960. Isopterygium brassii ingår i släktet Isopterygium och familjen Hypnaceae. Inga underarter finns listade i Catalogue of Life.